# S.B. van Sante
Simon Bernardus van Sante, beter bekend als S.B. van Sante (Zaandam, 29 juli 1876 ─ 9 juni 1936) was een Nederlands architect van verscheidene fabriekspanden, woningen en vooral schoolgebouwen, van met name rooms-katholieke signatuur.

## Biografie
Van Sante werd geboren als tweede zoon in het derde huwelijk van zijn vader, aannemer Jacob van Sante. Van Sante's moeder was Maria Hooij. Vader en zoon Van Sante werkten ook regelmatig samen aan bouwprojecten, een aantal keren deden zij dit samen met Theodorus van Sante, de twee jaar oudere broer van Simon. Theodorus was uitvoerder bij een aantal bouwprojecten. Met name in Zaandam staat een aantal panden waaraan de twee leden van de familie Van Sante hebben bijgedragen. Vanaf 1910 zijn er aanvragen die soms op het briefpapier van Jacob van Sante en soms op dat van Simon van Sante geschreven zijn. Dit speelt met name rond de bouw van de Stoommeelfabriek De Vrede.
Van Sante heeft met name rond zijn woonplaats veel ontwerpen weten te realiseren. In Zaandam staan meerdere fabriekspanden, woningen en ook een badhuis naar ontwerp van zijn hand. Ook in het overwegend katholieke West-Friesland staan scholen, een raadhuis en de enige kerk naar ontwerp van Van Sante. In 1925 heeft Van Sante verscheidene ontwerpen weten te realiseren in Bloemendaal. Het gaat hierbij onder andere om twee scholen, twee woningen en de uitbouw van een kerk.
Van Sante was getrouwd met Maria Sophia Christina Willenborg, hun dochter Sophia van Sante was bekend zangeres. 

## Ontwerpen
Bij een aantal van zijn ontwerpen liet Van Sante zich inspireren door de Franse architect Paul Bellot, hij zag hem als zijn grote voorbeeld. De twee hebben ook samengewerkt aan de rouwkapel op de rooms-katholieke begraafplaats in Bloemendaal. De ontwerpen van Van Sante bevatten elementen uit de Amsterdamse School en de art nouveau. In de loop van zijn carrière werden zijn ontwerpen echter meer en meer expressief.